# Friedrich Kasimir Medikus
Friedrich Kasimir Medikus (Grambach, 1736 – Grambach, 8 luglio 1808) è stato un botanico e fisico tedesco.
Fu direttore dell'Università Ruprecht Karl di Heidelberg  curatore dell'Orto Botanico di Schwetzingen e dal 1766 alla sua morte di quello di Mannheim.

## Opere
- Geschichte periodischer Krankheiten (Karlsruhe, 1764)
- Sammlung von Beobachtungen aus der Arzengwissenschaft (Zurigo, 2 volumi, 1764-1766, edito nuovamente nel 1776).
- Briefe an den Hern I.G. Zimmermann, über cinige Erfahrungen aus der Arznegwissenschaft (Mannheim, 1766).
- Sur les rechutes et sur la contagion de la petite vérole, deux lettres de M. Medicus,... à M. Petit (Mannheim, 1767).
- Von dem Bau auf Steinkohlen (Mannheim, 1768). On line:
- Beiträge zur schönen Gartenkunst (Mannheim, 1782). On line:
- Botanische Beobachtungen (Mannheim, 1780-1784). On line:
- Über einige künstliche Geschlechter aus der Malven- Familie, denn der Klasse der Monadelphien (Mannheim, 1787). On line:
- Pflanzen-Gattungen nach dem Inbegriffe sämtlicher Fruktifications-Theile gebildet... mit kritischen Bemerkungen (Mannheim, 1792). On line:
- Über nordamerikanische Bäume und Sträucher, als Gegenstände der deutschen Forstwirthschaft und der schönen Gartenkunst (Mannheim, 1792).
- Critische Bemerkungen über Gegenständen aus dem Pflanzenreiche (Mannheim, 1793). On line:
- Geschichte der Botanik unserer Zeiten (Mannheim, 1793). On line:
- Unächter Acacien-Baum, zur Ermunterung des allgemeinen Anbaues dieser in ihrer Art einzigen Holzart (Leipzig, quatre volumes, 1794-1798). On line:
- Über die wahren Grundsätze der Futterbaues (Leipzig, 1796).
- Beyträge zur Pflanzen-Anatomie, Pflanzen-Physiologie und einer neuen Charakteristik der Bäume und Sträucher (Leipzig, deux volumes, 1799-1800).
- Entstehung der Schwämme, vegetabilische Crystallisation (Leyde, 1803).
- Fortpflanzung der Pflanzen durch Examen (Leyde, 1803). On line:
- Beiträge zur Kultur exotischer Gewächse (Leipzig, 1806).